# Đình Hoa Vân Hải
Đình Hoa Vân Hải là một ngôi đình lâu đời tại Việt Nam. Đình thuộc làng Vân Hải tổng Cổ Đạm, nay là xã Cổ Đạm, huyện Nghi Xuân, tỉnh Hà Tĩnh; được xây dựng lần đầu tiên vào năm 1639, là nơi thờ Thành hoàng của làng. Đình cũng là nơi sinh hoạt văn hóa truyền thống của làng, với sinh hoạt ca trù nổi tiếng. Đây cũng là nơi ra đời tổ Tân Việt Cách mạng Đảng và Đông dương Cộng sản Đảng đầu tiên của vùng Nghi Xuân.

## Lược sử ngôi đình
Đình Hoa Vân Hải thuộc làng Vân Hải xã Cổ Đạm (Xuân Hoa), huyện Nghi Xuân, Tỉnh Hà Tĩnh
Tên thường gọi: Đình làng Vân Hải
Làng Hoa Vân Hải xưa kia gọi là Phúc Hải. Đến khoảng năm Minh Mạng (1820 – 1840), Vì chữ "phúc" trùng với tên húy của Vua nhà Nguyễn nên mới đổi tên làng là Vân Hải.
Làng Vân Hải thời Lê Trung Hưng thuộc xã Cổ Đạm gồm 4 làng: Kỳ Pha; Yên Phú; Mỹ Cầu và Vân Hải. Đến thời Minh Mạng, dân sở làng Vân Hải phát triển đông, mới tách ra từng thôn, có bộ máy hào lý riêng. Năm 1946, hợp nhất các làng cũ lấy chữ "Hoa" đặt đầu, nên Vân Hải gọi là Hoa Vân Hải. Tháng 10/1955 xã Cổ Đạm đổi tên là xã Xuân Hoa. Đến năm 1974 theo chủ trương của Nhà nước xã Xuân Hoa lấy lại tên cũ truyền thống của làng là xã Cổ Đạm. Tuy vậy tên  Đình Hoa Vân Hải vẫn không thay đổi.

## ĐỊA ĐIỂM ĐƯỜNG ĐI ĐẾN
Làng Vân Hải nằm ở phía đông bắc tỉnh Hà Tĩnh, trên trục đường tỉnh lộ 22-12. Từ thị xã Hà Tĩnh, vượt qua cầu Hộ Độ, đi theo hướng bắc, qua huyện Thạch Hà, huyện Lộc hà, về đất Nghị Xuân, đến Km 27 rẽ về hướng đông 500m ta sẽ đến di tích Đình Hoa Vân Hải.
	Nếu từ thành phố Vinh – Nghệ An theo Quốc lộ 1 về hướng nam, vượt qua cầu bến thủy, rẽ về phía đông Theo tỉnh lộ 8B, đến thị trấn Nghi Xuân, theo đường tỉnh lộ 22 về đến mốc Km 27, rẽ xuống phía đông 500m ta sẽ gặp di tích.
	Di tích đình Hoa Vân Hải nằm trong vành đai quy hoạch trung tâm phát triển kinh tế, văn hóa Nguyễn Du của Tỉnh. Cách khu lưu niệm Đại thi hào Nguyễn Du, Nguyễn Công Trứ 7Km, cách cảng biển Xuân Hải 9Km, bãi tắm Xuân Thành 3Km. Do vậy điều kiện đi lại và phát triển du lịch hết sức thuận lợi.

## SỰ KIỆN NHÂN VẬT LỊCH SỬ
1) Những điều kiện để làng Vân Hải sớm trở thành làng cách mạng:
	Làng Vân Hải là một làng vùng biển. Có bờ biển dài 2,8Km, có diện tích 3102ha. Nhân dân ở đây chủ yếu sống bằng nghề nông, số còn lại làm nghề đánh bắt hải sản. Tuy nhiên nghề nông do ruộng đất bạc màu, thiên nhiên khắc nghiệt, mùa màng thất bát. Nghề biển phương tiện đánh bắt hải sản thô sơ, luôn chống chọi với bão tố. Do vậy nhân dân ở đây rất cần cù, thuần phác, nhưng đời sống vẫn lam lũ nghèo đói. Đặc biệt trước khi chưa có Đảng, người nông dân phải sống dưới hai tầng áp bức của đế quốc và phong kiến, nên cuộc sống đã nghèo đói càng thêm cùng cực.
	Bên cạnh nghề nông và nghề đi biển, ở đây còn có nghề cổ truyền làm đồ gốm: "Đất Cổ Đạm vắt nồi". Nghề gốm Cổ Đạm có từ lâu đời. Theo truyền thuyết ông tổ nghề gốm là Trần Cừ người tỉnh Thanh Hóa vào đây để lập nghiệp. Lúc đầu với ý định sản xuất chum vại để làm nước mắm, nhưng chất đất xấu nên chỉ sản xuất được loại gốm đất nung (nồi đất). Do có nghề thủ công, sản xuất ra hàng hóa tiêu dùng, nên lớp thanh niên ở nhiều vùng cũng tụ tập về đây để học nghề, học việc. Sản phẩm nghề gốm làm ra, một số đi xa để trao đổi mua bán hàng hóa. Bước ra khỏi lũy tre làng họ sớm tiếp thu được sự tiến bộ và nhạy cảm với tình hình thời cuộc ở bên ngoài xã hội để chuyển về quê hương.
	Làng Vân Hải còn là một trong những cội nguồn của lối hát ca trù. Nếp sinh hoạt văn hóa ở đây thường thu hút lớp trẻ tham gia. Ca trù Cổ Đạm không chỉ đóng khung trong một làng, một xã, mà về sau phát triển ra cả vùng, cả nước. Từ sinh hoạt văn hóa, từ những lời ca mang tính yêu nước, đã gắn bó lớp thanh niên tiến bộ và tạo điều kiện giao lưu những tư tưởng cách mạng mới sau này.
	Nhân dân làng Vân Hải còn có bề dày truyền thống yêu nước. Trong thời kỳ Phan Đình Phùng dấy cờ khởi nghĩa chống thực dân Pháp, nhiều người dân đã theo Phan Đình Phùng vào căn cứ Vũ Quang khởi nghĩa, trong số họ có một số người trở thành tướng sỹ tài giỏi của cụ Phan. Khi Nguyễn Hằng Chi và Trịnh Khắc Lập lãnh đạo phong trào khởi nghĩa chống thuế Trung kỳ (1908) cả làng Cổ Đạm đã đứng dậy tham gia phong trào. Ở đây còn nổ ra nhiều cuộc đấu tranh giữa phe hào và phe hộ để giữ đất, giữ làng. Những truyền thống đấu tranh đó, đã rèn luyện ý chí chiến đấu kiên cường cho nhân dân làng Hoa Vân Hải.
	Bên cạnh truyền thống yêu nước, nhân dân ở đây có truyền thống hiếu học. Trong các kỳ thi cử, thuộc thời nào xã hội nào, làng đều có người đậu đạt, giữ được vị trí quan trọng trong xã hội. Cuộc sống dù lam lũ vất cả nhưng nhân dân vẫn cố gắng cho con em đi học. Nhiều trường học được mở, thu hút nhiều thầy giáo ở mọi vùng về dạy học như: Ngô Hữu Yêu (Huế), Hồ Văn Ninh (Đức Thọ), Phan Huy Quảng (Hương Sơn). Đây là những hạt giống tốt để gieo vào vườn ươm trong phong trào cách mạng sau này.
	Ngoài ra làng Vân Hải cách thành phố Vinh không xa – một thành phố bị thực dân pháp đô hộ. Nhiều người làng Vân hải đã phải chạy ra thành phố để làm cu ly ở các nhà máy như: Nhà máy cưa, nhà máy gỗ, nhà máy điện Vinh. Thời kỳ này các nhà máy đang có phong trào vô sản hóa, do vậy ý thức giai cấp vô sản, tính dân tộc đã sớm thức dậy đối với tầng lớp công nhân và được họ đón nhận chuyển tải về làng quê Cổ Đạm.
	Với tất cả những điều kiện trên, là cơ sở hết sức cần thiết để nhân dân làng Hoa Vân hải khi bắt gặp những tư tưởng tiến bộ, tinh thần yêu nước, ý thức dân tộc sẽ được nhanh chóng thổi bùng lên thành một cao trào cách mạng. Đó cũng là cơ sở để làng Vân Hải sớm trở thành làng Cộng sản. Đình làng cũng là nơi thờ tự thành hoàng làng, là điểm gặp gỡ giao lưu của những nhà trí thức và những thanh niên tiến bộ. Đình Hoa Vân Hải trở thành một địa chỉ để tiếp nhận những tư tưởng tiến bộ ấy và nơi ghi nhận những chuyển biến lịch sử của các phong trào cách mạng về sau.
	2) Đình Hoa Vân Hải nơi ra đời tổ Tân Việt và Đông dương Cộng sản Đảng đầu tiên của Huyện nghi Xuân.
	Cuối thế kỷ thứ 19, phong trào yêu nước do các sỹ phu lãnh đạo đã chấm dứt. Hệ tư tưởng trung quân, ái quốc đã chuyển sang hệ tư tưởng yêu nước thương nòi do lớp trí thức tiến bộ khởi xướng. Cũng trong thời gian này phong trào đòi ân xá cụ Phan Bội Châu, để tang cụ Phan Chu Trinh, những sách báo tiến bộ, những bài thơ ca cách mạng, như những luồng gió mới đã ảnh hưởng trực tiếp đến làng quê Vân Hải, thức tỉnh những người thanh niên trong hàng ngũ giáo viên, học sinh và những người thường quan tâm đến thời cuộc.
	Vào khoảng tháng 10 năm 1925 khi Hà Huy Tập – nhà trí thức cách mạng, sau này là Tổng bí thư của Đảng Cộng sản Việt Nam, về làm thầy giáo dạy học ở thành phố Vinh Nghệ An. Qua quá trình tìm hiểu thực tế. Hà Huy Tập đã phát hiện làng Hoa Vân Hải, nơi có thế phát động và gieo mầm cách mạng, đồng chí đã về tại đình làng, tổ chức nhiều cuộc diễn thuyết, truyền bá những tư tưởng yêu nước cho tầng lớp thanh niên. Thính giả gồm các giáo viên, các phụ huynh học sinh và một số thân sĩ hào lý, có cảm tình ở các xã lân cận đã tụ họp để nghe diễn thuyết. Nội dung các cuộc diễn thuyết này nêu lên cái nhục của người dân mất nước và khêu gợi tinh thần hợp quân ái quốc, tự lập tự cường. Bước đầu những cuộc diễn thuyết đã gây được ảnh hưởng tốt và thức tỉnh được lòng yêu nước ở tầng lớp văn sỹ trí thức.(1) 
	Tháng 7 năm 1927 nhân có lớp bồi dưỡng nghiệp vụ cho các giáo viên thuộc trưởng tổng ở thị xã Hà Tĩnh. Các đồng chí Hồ Văn Ninh, Hồ Hữu Yên được kết nạp vào Đảng Tân Việt của Thị xã Hà Tĩnh, sau đó được tổ chức phân công về Nghị Xuân vừa tiếp tục dạy học vừa tìm cách gây dựng phong trào. Về Nghị Xuân chỉ trong một thời gian ngắn các đ/c đã tập trung được một số giáo viên có tư tưởng tiến bộ như đ/c Phan Viết Chiểu, Trần Sỹ Cơ, Trần Văn Hoành, Lê Phụng Hịch, Trần Thủ Bút và một số hào lý có cảm tình ở các xã vùng Cương Gián, Cam Lâm, Phú Lập tham gia vào hội viên những người yêu nước của huyện Nghi Xuân. Sau đó đ/c Ngô Hữu Yên đã kết nạp đ/c Phan Việt Chiểu của làng Vân Hải vào Đảng Tân Việt đầu tiên của huyện Nghi Xuân.
	Cuối năm 1927 Nguyễn Trí Tư giáo viên trường Pháp Việt, thuộc Tổng bộ Tân Việt – Hà Tĩnh được cử ra Nghi Xuân, cùng với đồng chí Ngô Hữu Yêu, Hồ Văn Ninh, Trần Mạnh Táo, Phan Viết Chiểu đã tổ chức cuộc hội nghị ở đình Hoa Vân Hải. Trong cuộc hội nghị này đã thảo luận chương trình hoạt động, củng cố tổ chức cách mạng và quyết định thành lập tổ Tân Việt Nghi Xuân do đ/c Ngô Hữu Yên làm tổ trưởng. (2) 
	Từ tháng 1/1928 trở đi, đình Hoa Vân Hải trở thành nơi tuyên truyền, kết nạp các thành viên tổ chức Tân Việt của cả vùng Nghi Xuân. Chỉ riêng làng Hoa Vân Hải ngoài đ/c Phan Viết Chiểu đã được kết nạp từ trước, còn có 4 Đảng viên mới đó là: Trần Sỹ Cơ, Trần Văn Hoành, Nguyễn Khôi, Phan Thúc Tạo. Hoạt động của Tân Việt ở Nghi Xuân lúc này chủ yếu là xây dựng cơ sở, kết nạp Đảng viên, vận động bài trừ mê tín dị đoan, giác ngộ tinh thần yêu nước cho nhân dân. Ảnh hưởng của tổ Tân Việt Nghi Xuân ngày càng lớn. Để mở rộng quy mô và xây dựng tài chính cho Đảng, tổ Tân Việt Nghi Xuân đã tổ chức cho các đ/c Phan Viết Chiểu, Trần Thủ Bút, Lê Phùng Hịch lần lượt đi học dệt chiếu, dệt vải ở thị xã Hà Tĩnh để về truyền lại cho các hội viên. Hoạt động tuyên truyền lúc này cũng được đẩy mạnh. Các bài thơ ca, yêu nước được truyền tụng trong các học sinh trường công và các sách tân thư do Hội đông kinh nghĩa thục soạn thảo. Những tài liệu này đã có ảnh hưởng lớn trong quần chúng, nâng cao ý thức dân tộc, gây được cảm tình đối với nhân dân. Hoạt động của Tân Việt Nghi Xuân lúc này đã có mối quan hệ chặt chẽ với tổng bộ Tân Việt tại thị xã Hà Tĩnh và thành phố Vinh.
	Vào cuối năm 1928 đáp lời kêu gọi của tổ chức Thanh niên Cách mạng đồng chí hội. Được sự giới thiệu của đ/c Hà Huy Tập, đ/c Lê Duy Điếm (xã Xuân Viên – nghi Xuân) hoạt động Tân Việt ở Vinh, được tổng bộ cử sang Quảng Châu (Trung Quốc) bắt liên lạc với tổ chức thanh niên và được tổ chức giao nhiệm vụ quay về nước vận động thanh niên xuất dương du học. Sau khi về nước đ/c Lê Huy Điếm đã về làng Hoa Vân Hải để tuyên truyền và vận động một số thanh niên và cử đ/c Hồ Văn Ninh, Phan Việt Chiểu xuất dương sang Trung Quốc học tập. Nhưng thời gian đó bị thực dân Pháp ngăn chặn, các đ/c này không đi được. Cũng trong thời gian này tổng bộ Tân Việt ở Vinh cử đ/c Nguyễn Thị Kim (1) về Nghị Xuân phối hợp với đ/c Ngô Hữu Yên để mở rộng và củng cố tổ chức Tân Việt ở Nghi Xuân.
	Đầu tháng 6 năm 1929 Đông dương cộng sản Đảng ra đời, phát lời tuyên ngôn, ra truyền đơn và hoạt động mạnh mẽ, đã ảnh hưởng lớn đến tổ chức Tân Việt ở Nghi Xuân. Cuối tháng 6 năm 1929, tại ngôi đình Hoa Vân Hải tổ chức Tân Việt Nghi Xuân, đã nhóm họp đầy đủ các thành viên và tuyên bố chuyển hóa hẳn sang Đông dương cộng sản Đảng. Như vậy đình Hoa Vân Hải đã ghi nhận cuộc hội nghị thành lập Đông dương cộng sản Đảng của huyện Nghi Xuân, chứng kiến một bước ngoặt lịch sử mới của tổ chức tiền thân để tiến tới thành lập Đảng cộng sản Việt Nam sau này (2).
	3) Đình Hoa Vân Hải nơi thành lập Đảng bộ huyện Nghi Xuân, nơi chỉ đạo cao trào cách mạng 30 – 31:
	Do việc chuyển hóa từ tổ chức Tân Việt sang Đông dương cộng sản Đảng một cách nhanh chóng và thuận lợi. Sau ngày 3/2/1930 Đảng cộng sản Việt Nam ra đời Tỉnh ủy Hà Tĩnh đã cử đ/c Trần Hữu Thiều (bí danh là Trung Thiên) bí thư Rỉnh ủy lâm thời của Tỉnh ủy Hà Tĩnh được cử ra Nghi Xuân công tác, để bắt mối với các đ/c trong Đông dương cộng sản Đảng huyện Nghi Xuân chuẩn bị cho việc thành lập Đảng bộ lâm thời Đảng cộng sản Nghi Xuân. Ngày 12/5/1930 tại đình Hoa Vân Hải, trong cuộc hội nghị có đ/c Ngô Hữu Yên, Hồ Văn Ninh, Phan Viết Chiểu, Trần Mạnh Táo, Nguyễn Thị Kim, dưới sự chỉ đạo trực tiếp của đ/c Trần Hữu Thiều, đã tiến hành đại hội thành lập Đảng bộ lâm thời huyện Nghi Xuân. Trong đại hội này đã bầu một Ban chấp hành lâm thời do đ/c Phan Viết Chiểu làm bí thư (1) 
	Sau khi huyện ủy lâm thời được thành lập đình Hoa Vân Hải được chọn làm trụ sở bí mật của tổ chức Đảng ở Nghi Xuân. Công tác kết nạp Đảng viên mới được xúc tiến mạnh mẽ tại đình Hoa Vân Hải. Từ đây đã có nhiều cuộc họp bí mật của huyện Đảng bộ, nhiều đ/c tỉnh ủy lâm thời Hà Tĩnh và xứ ủy Trung kỳ cũng đã trực tiếp về đình Hoa Vân Hải để nhóm họp và vận động nhân dân vùng lên đấu tranh, để thực hiện hai nhiệm vụ phản đế và phản phong, nhằm giải phóng dân tộc và giải phóng giai cấp.
	Tại ngôi đình này để mở đầu cho phong trào đấu tranh ngày 28/4/1930 Đảng bộ huyện Nghi Xuân đã họp để bàn tổ chức cho cuộc đấu tranh ngày 1/5/1930, bằng các hình thức treo cờ đỏ ở ngọn núi Cơm – Gia Lách (phía nam bến thủy) và rải truyền đơn tại các chợ và nhà bọn hào lý trong làng. Việc treo cờ ở núi Cơm đã thể hiện sự ủng hộ của nhân dân Hà Tĩnh đối với phong trào đấu tranh của công nông Vinh – Bến Thủy, mở đầu cho sự chuyển tiếp phong trào Xô viết Nghệ Tĩnh từ Nghệ An sang Hà Tĩnh. Các truyền đơn sau khi được rải nhân dân ở trong vùng đã thấy hết sức bóc lột của thực dân phong kiến và bọn quan lại tổng lý. Từ đó họ đã hăng hái ủng hộ Đảng và tham gia vào các đoàn thể quần chúng.
	Sau phong trào mồng 1/5/1930 Huyện ủy Nghi Xuân liên tiếp mở nhiều cuộc họp tại đình Hoa Vân Hải để tổ chức các cuộc đấu tranh có quy mô lớn, mang tính chất liên tổng, liên huyện như cuộc đấu tranh ủng hộ cách mạng tháng mười Nga, cuộc đấu tranh ủng hộ quảng châu công xã 12/12/1930 v.v… Từ đó đêm đêm nhiều cuộc họp bàn việc làng, việc họ, đánh tổ tôm, hát ca trù. Các cuộc họp được tổ chức tại ngôi nhà Thượng điện, phía sau đình Hoa Vân Hải có sự chỉ đạo trực tiếp của Tỉnh ủy Lâm thời Hà Tĩnh.
	Cơ quan ấn loát của Huyện ủy Nghi Xuân thời gian đầu được đặt tại Gia Lách xã Xuân An. Để đáp ứng cho việc chỉ đạo và tuyên truyền, huyện ủy đã nhanh chóng chuyển cơ quan ấn loát về tại ngôi nhà thượng điện của đình. Nhiều bộ hương án, bàn đèn, đồ thờ tự của đình được dùng làm dụng cụ để in ấn truyền đơn, báo chí phục vụ cho các cuộc đấu tranh. Ngoài in truyền đơn nhiều tài liệu như chánh cương vắn tắt của Đảng, nhật ký chìm tàu, đường cách mạng, báo xích sinh của tỉnh Hà Tĩnh được in tại đình Hoa Vân hải và đưa xuống các cơ sở vùng bắc Hà Tĩnh. Lúc này đ/c Trần Đình Vượng, Phan Niên được phụ trách tổ trưởng tổ giao thông liên lạc của huyện ủy (1).
	Năm 1931 khi phong trào Xô viết Nghệ Tĩnh nổ ra mạnh mẽ, đạt đến đỉnh cao, khắp các vùng trong tỉnh Hà Tĩnh bọn đế quốc cũng ra tay đàn áp và khủng bố phong trào. Nhân ngày chống đế quốc chiến tranh 1/8/1931, Đảng bộ Nghi Xuân đã huy động hàng ngàn người dân của các vùng lân cận về tụ họp ở Bãi rộng (khu đất trước đình Hoa Vân hải) để mít tinh, biểu tình cuộc đấu tranh này Tỉnh ủy đã cử đ/c Tuấn, đ/c Giáp về trực tiếp nằm tại đình Hoa Vân Hải để chỉ đạo phong trào. Từ đó các cuộc mít tinh đều xuất phát tại làng Hoa Vân Hải, rồi lên huyền đường, phối hợp với các huyện bạn như Thạch Hà, Can Lộc, kéo về thị xã Hà Tĩnh đòi quyền dân sinh, dân chủ.
	Từ tháng 12/1930 dưới áp lực của các phong trào cách mạng, chính quyền của địch ở làng Hoa Vân Hải hầu như tan vỡ. Một số hào lý gian ác bị chính quyền cách mạng trấn áp phải bỏ chạy, một số phải tự trả quyền lực cho nhân dân, một số khác ngả theo phong trào cách mạng. Phong trào của nhân dân dưới sự chỉ đạo của huyện ủy, tỉnh uỷ đã đứng lên đánh tan các bộ máy của địch, lập chính quyền Xô viết công nông. Đình Hoa Vân hải được nhân dân chọn làm trụ sở của chính quyền Xô viết. Đây là chính quyền Xô viết công nông đầu tiên được thành lập ở huyện Nghi Xuân. Tài đình làng nhân dân đã tổ chức lấy thóc của bọn hào lý, bòn nhà giàu chia cho dân nghèo, mở lớp học chữ quốc ngữ tại đình. Các sinh hoạt văn hóa như hát ca trù, ma chay cưới xin được tổ chức và giao lưu tại đình làng (2).
	Đình làng Hoa Vân Hải cũng là nơi ra đời các tổ chức nông hội. Ba tổ chức nông hội như Đông Bắc, Tây nam, An Lạc, luôn luôn lấy đình làng để hoạt động. Tổng số hội viên của nông hội có trên 50 người. Khu đất bãi rộng trước đình làng là nơi luyện tập của các đội tự vệ đồng chí Phan Văn Tuyết, Trần Vũ, Phan Tường là những đội viên tích cực đội tự vệ của làng. Các đội tự vệ đã đi trấn áp bọn phản cách mạng và tổ chức canh gác bảo vệ cơ sở Đảng. Các tổ chức khác như thanh niên, phụ nữ, đồng tử quân cũng được ra đời và thành lập tại đình làng.
	Suốt trong thời kỳ Xô viết Nghệ Tĩnh, đình làng Hoa Vân Hải đã trở thành trung tâm đầu não của huyện Đảng bộ nghi Xuân, đã chứng kiến nhiều cuộc họp và nơi xuất phát của các cuộc đấu tranh vùng Nghi Xuân. Nơi đây còn là trụ sở của chính quyền Xô viết được ra đời sớm nhất của vùng bắc Hà Tĩnh.
	4) Đình Hoa Vân Hải trụ sở rút lui của xứ ủy Trung kỳ năm 1931 – 1932:
	Làng Hoa Vân Hải có vị trí chiến lược hết sức quan trọng đối với phong trào cách mạng lúc bấy giờ. Làng nằm trên trục đường tỉnh lộ 22A, là tâm điểm giáp giới của 3 huyện Can Lộc, Nghi Xuân, Thạch Hà. Đây là những huyện có phong trào Xô viết Nghệ Tĩnh lớn mạnh trong thời kỳ 30 – 31. Phía đông của làng ăn liền với bờ biển, phía tây có dãy núi Hồng Lĩnh đã bao đời nay từng là căn cứ của các cuộc kháng chiến, do các sĩ phu và những nhà yêu nước khởi xướng. Nhân dân địa phương lại thủy chung, trung thành với cách mạng. Với vị trí và khi phong trào cách mới chớm nổ ra, tổng bộ Tân Việt ở Vinh đã cử đ/c Hà Huy Tập, Lê Duy Điếm, Nguyễn Thị Kim hoạt động ở Vinh – Nghệ An nhiều lần về tại làng Hoa Vân Hải để tổ chức nhân dân diễn thuyết, giác ngộ cách mạng và thành lập các tổ chức cách mạng tiền thân của Đảng.
	Từ khi Đảng cộng sản Việt Nam ra đời (3/2/1930), Đảng bộ lâm thời Nghi Xuân cũng nhanh chóng được thành lập, đình Hoa Vân Hải trở thành trụ sở hoạt động của Đảng bộ. Đ/c Trần Hữu Thiều lúc đó bí thư lâm thời của Tỉnh ủy Hà Tĩnh cũng đã nhiều lần về Hoa Vân hải để trực tiếp chỉ đạo, uốn nắn phong trào. Sau này Tỉnh ủy còn cử các đ/c Trần Văn Hoành, Trần Kính, Phong Nhã, Lê Tuấn v.v… về trực tiếp nằm vùng tại làng Hoa Vân Hải để lãnh đạo các cuộc đấu tranh và tìm cách ngăn chặn sự đàn áp của kẻ thù.
	Khi phong trào Xô Viết Nghệ Tĩnh, bị thực dân Pháp thực hiện chính sách khùng bố, đốt sạch, phá sạch, hòng dìm phong trào trong biển máu, xứ ủy Trung kỳ đã chọn đình Hoa Vân Hải làm nơi tạm lánh, nhằm bảo toàn lực lượng. Đình làng là địa điểm để giữ mối liên lạc, là chỗ gặp gỡ để trao đổi những thông tin cần thiết. Trong những năm 1930 – 1933, có những thời điểm ở thành phố Vinh, các cơ sở Đảng trong các nhà máy bị kẻ thù ráo riết truy lùng. Trụ sở của xứ ủy Trung kỳ lúc đó đóng ở Yên Dung Thượng, Yên Dũng Hạ thuộc thành phố Vinh – Nghệ An, bị thực dân Pháp lùng sục khủng bố. Các đ/c lãnh đạo của xứ uỷ Trung Kỳ như Nguyễn Phong Sắc, Lê Mao, Lê Viết Thuật, Nguyễn Đức Cảnh, Nguyễn Duy Trinh đã đóng giả thường dân để vượt qua dông Lam về làng Hoa Vân Hải tạm lánh, tránh sự truy lùng săn đuổi của kẻ thù. Sau đó tìm cách bắt muối liên lạc, nhằm duy trì phong trào cách mạng. Trường hợp của đ/c Lê Mao, bí thư khu ủy vùng Vinh – Bến Thủy - Ủy viên xứ ủ Trung Kỳ, khi bị kẻ thù truy đuổi, đ/c đã chạy ra cầu cảng ngoài bờ sông để tìm cách vượt sang Hà Tĩnh. Khi đang bơi qua giữa sông, bọn địch trên bờ xả đạn xuống đ/c Lê Mao đã hy sinh (1).
	Trong một số hồi ký của đ/c Chu Biên, Võ Thúc Đồng, Nguyễn Sỹ Quế, tại các địa điểm của xứ uỷ Trung kỳ đóng ở làng Hưng Dũng bao giờ ngoài bờ sông Lam cũng có một con đò ngang để khi bị địch vây đuổi thì các đ/c có thể vượt sang Hà Tĩnh rồi tìm cách về làng Hoa Vân Hải để ẩn náu và bảo toàn lực lượng (2). Đình Hoa Vân hải lúc này trở thành điểm liên lạc, điểm hẹn, trung tâm chỉ đạo của xứ Trung Kỳ của thời kỳ cuối phong trào Xô Viết Nghệ Tĩnh. Sai khi phong trào Xô viết nghệ tĩnh bị nhấn chìm trong biển máu, làng Hoa Vân Hải được mệnh danh là làng Đỏ (làng cộng sản) (3). 
	Thực dân Pháp và bon phong kiến cũng tập trung lực lượng khủng bố, xoá sổ bằng được làng Hoa Vân hải. Chúng tổ chức màng lưới mật thám, lùng bắt tra khảo, bắn giết những người cộng sản. Nhiều cán bộ của xứ uỷ Trung kỳ, Tỉnh Uỷ Hà Tĩnh, Đảng bộ Nghi Xuân, đang trực tiếp hoạt động tại làng Hoa Vân Hải, hoặc dưới chân núi Hồng Lĩnh đều bị kẻ thù vây ráp truy đuổi. Ngôi đình làng Hoa Vân Hải và khu đất bãi rộng trước đình trở thành nơi giam cầm xét hỏi, tra tấn hành quyết của thực dân phong kiến đối với những người cộng sản. Trong đó có tấm gương của đ/c Phan Viết Biểu – cán bộ Tỉnh uỷ Hà Tĩnh được biệt phái về công tác tại Hoa Vân hải bị bọn mật thám theo dõi và truy bắt. Chúng đã dùng mọi biện pháp tra tấn dã man, bắt đ/c nằm giữa sân đình, căng mắt để nhìn ánh nắng mặt trời mùa hè. Hai ngày sau đ/c cũng không khai, chúng đã treo người lên ngọn cây tre, những hành động đó cũng không lay chuyển được lòng trung kiên của đ/c. Ba ngày sau, chúng bắt mọi người trong làng Hoa Vân Hải ra chứng kiến việc hành quyết Phan Viết Biểu trước cổng đình làng.
	Mặc dù bị đàn áp, khủng bố dã man, nhưng sự đoàn kết giữa đảng và nhân dân càng thêm gắn bó. Quần chúng nhân dân Hoa Vân Hải vẫn một lòng đùm bọc che chở, bảo vệ cán bộ, bảo vệ cơ sở cách mạng. Những tấm gương tiêu biểu của quần chúng nhân dân như cụ Phan Công Chính (cha Phan Viết Biểu) ngày đêm canh gác bảo vệ cơ sở đảng. Bà Dương Thị Thiều, có bốn người con trài đều hiến dâng cho cách mạng (hai người làm liên lạc, hai người trong đội tự vệ bảo vệ tổ chức Đảng) cả bốn người đều bị bắt đi tù đày, riêng bản thân bà Dương Thị Thiều bị quản thúc, nhưng khi một số đ/c cách mạng của ta bị truy đuổi lâm nguy phải chạy vào nhà, bà vẫn tìm cách che giấu nuôi nấng. Bà Phan Thị Đình (vợ Trần Sỹ Cơ) đã có hàng tháng thời lăn lộn, tiếp cơm cháo, quần áo cho cán bộ, giữ mối liên lạc giữa các đ/c trên đỉnh núi Hồng Lĩnh với vùng cách mạng. Tất cả các gia đình nhân dân thuộc làng Hoa Vân Hải đều có người bị bắt, bị tra tấn hoặc bị đốt phá nhà cửa, nhiều gia đình có người bị đày đi biệt xứ như Trần Văn Hoành, Phan Năm Tuyết, Trần Đình Vượng, nhưng những người ở nhà vẫn một mực trung thành với đảng, che giấu nuôi nấng, tìm cách tiếp tế cho cán bộ. Ngôi đình làng nơi chứng kiến nhiều sự kiện lịch sử tiêu biểu, cũng bị thực dân pháp và bọ phong kiến đổ dầu đốt cháy toàn bộ vào những ngày cuối năm 1932 (Ngôi đình chỉ còn lại nhà hậu cung phía sau, nơi xứ uỷ Trung kỳ đã từng đặt cơ quan ấn loát và hoạt động bí mật của thời kỳ Xô viết Nghệ Tĩnh).
	Đến giữa năm 1933 thực dân Pháp và phòng kiến đã thiết lập lại được chính quyền ở làng Hoa Vân hải. Nhưng tất cả những thủ đoạn đàn áp, cũng như những hình thức mỵ dân của kẻ thù, không làm lung lay được tinh thần cách mạng và tấm lòng bảo vệ Đảng của quần chúng nhân dân. Những ảnh hưởng của Đảng và phong trào Xô viết Nghệ Tĩnh, đã thấm sâu vào đại đa số quần chúng nhân dân, khi có điều kiện và thời cơ, tinh thần cách mạng ấy lại được thổi bùng lên thành những cơn báo táp cách mạng mới.
	Với những công lao đóng góp trên ngày 9/3/1966 Thủ tướng Chính phủ Nước Cộng hoà xã hội chủ nghĩa Việt Nam - Phạm Văn Đồng đã phong tặng bằng có công với nước cho nhân dân làng Hoa Vân Hải. Vì đã có thành tích bảo vệ Đảng, bảo bệ thành quả cách mạng trong phòng trào XVNT. Tấm lòng đó ngày nay đang được nhân dân trân trọng đặt tại ngôi đình Hoa Vân Hải nơi tỉnh uỷ Hà Tĩnh và xứ uỷ Trung kỳ đã từng hợp và làm việc.
```
Năm 2001, Bộ văn hoá thông tin công nhận là di tích lịch sử văn hoá cấp quốc gia.
```